# Jongphjong síüdülő
A Jongphjong síüdülő (용평리조트) egy Dél-Koreában, a Kangvon tartományban, Phjongcshangban található sípálya. Ez a legnagyobb sí- és snowboard üdülőhely Koreában, a nyári időszakban golfversenyek otthona.
Tulajdonosa az Egyesítő Egyház, amely a Tongil Group elnevezésű cégcsoporton keresztül tett szert tulajdonjogra.
A síszezon novembertől április elejéig tart. A síüdülőben 31 sípálya helyezkedik el. Tizenöt különböző drótkötélpályás felvonó, köztük egy 3,7 km hosszú gondola található itt, amely ezzel Korea legnagyobb síközpontja.
Elhelyezkedése a tengerszint felett 770 méter (2525 láb) magasan van, csúcspontja, a Dragon Zone pedig 1.458 méter (4.783 láb) magasan fekszik.

## Rendezvények
Négy alkalommal (1998, 2000, 2003, 2006) adott otthont a alpesisí-világkupa versenyeinek óriás-műlesiklásban. Az 1999-es Ázsiai Téli Játékok alpesisí versenyeit is itt rendezték, csakúgy mint a 2009-es sílövő-világbajnokságot. Utóbbi rendezvény a zavaró időjárási körülményekről is emlékezetes maradt.
Jongphjong volt a helyszíne a 2018-as téli olimpia és paralimpia alpesisí versenyeinek. A helyszín befogadóképessége 12 000 fő (4500 ülőhely/7500 állóhely).

## A médiában
2002-ben itt forgatták az Endless Love című, négy drámából álló sorozat második darabját, a Winter Sonátátés 2013-ban a Szöul Pangszong Gurup That Winter, The Wind Blows című drámáját is itt vették fel.
A Goblin (2016-17) és a Sad Love Story (2005) című drámákban is feltűnik, mint helyszín.

## További információ
- Hivatalos weboldal  – (angolul)
- Phjongcshang 2018 – (angolul)
- FIS-ski.com – Világkupa eredmények
- Skimap.org – Jongphjong